# Sindangrasa (Bogor Timur)
Sindangrasa is een bestuurslaag in het regentschap Kota Bogor van de provincie West-Java, Indonesië. Sindangrasa telt 13.328 inwoners (volkstelling 2010).